# Iconaster longimanus
Iconaster longimanus är en sjöstjärneart som först beskrevs av Karl Möbius 1859.  Iconaster longimanus ingår i släktet Iconaster och familjen ledsjöstjärnor.
Artens utbredningsområde är Filippinerna. Inga underarter finns listade i Catalogue of Life.